# Francesco Paolo Bontade
Francesco Paolo Bontade (* 3. Mai 1914 in Palermo; † 25. Februar 1974 ebenda) alias Don Paolino Bontà war ein legendäres und mächtiges Mitglied der sizilianischen Mafia. Einige Quellen buchstabieren seinen Nachnamen als Bontate. Er stammte aus Villagrazia, einem ehemals ländlichen Dorf, bevor es in den 1960er Jahren in die Stadt Palermo eingemeindet wurde. Sein Vater Stefano war ein mächtiger Capomafia der Gegend, zu der Santa Maria di Gesù und Guadagna gehörten.

## Leben
Laut Strafgericht von Palermo verkörperte „Don Paolino Bontà“ den traditionellen Capomafia der Santa Maria di Gesù-Familie, der in alle Angelegenheiten seines Territoriums direkt eingreift, private Streitigkeiten schlichtet, die Rolle des Patrons und Beschützers seiner Bürger übernimmt, öffentliche Ämter und private Unternehmen infiltriert und seinen Einfluss durch List und versteckte Einschüchterungssysteme ausübt, die durch ein formal korrektes und respektvolles Verhalten verdeckt sind. 
Francesco Paolo Bontade war Sargträger bei der Beerdigung des Mafia-Capos Calogero „Don Calò“ Vizzini, einem der einflussreichsten Mafiabosse Siziliens nach dem Zweiten Weltkrieg bis zu seinem Tod im Jahr 1954. Er stand neben Giuseppe Genco Russo, dem Erbe Vizzinis, ein Hinweis zu seinem hohen Status innerhalb der Macht der Mafia.
Wie Vizzini, so unterstützte auch Bontade nach dem Einmarsch der Alliierten auf Sizilien im Jahr 1943 die sizilianische Separatistenbewegung. Als ihm klar wurde, dass ein unabhängiges Sizilien nicht realisierbar war, wandte er sich der Monarchistischen Partei zu. 1958 unterstützte er die sizilianische Regionalregierung von Silvio Milazzo, eine atypische Koalitionsregierung, die sich aus Kommunisten, Monarchisten, Neofaschisten und dissidenten Christdemokraten zusammensetzte. Die Regierung wurde aus Protest gegen die Verletzung der sizilianischen Autonomie und die Bedrohung der sizilianischen Schirmherrschaft durch das Hauptquartier der christdemokratischen Partei in Rom gebildet. Bontade zögerte nicht, einem Abgeordneten, der nicht für Milazzo gestimmt hatte, öffentlich ins Gesicht zu schlagen. Nach diesem Zwischenspiel wurde er durch seine Verbindung zu den Salvo-Cousins, Anhängern von Silvio Milazzo, die infolgedessen die Kontrolle über private Konzessionen für Steuererhebung in Sizilien erlangten, ein überzeugter Anhänger der Christdemokraten.
Die Salvos und Bontade zogen ihre Unterstützung für Milazzo zurück, als Christdemokraten versuchten, die Kontrolle über die Region zurückzuerlangen. Die Beziehung zu den Salvos ermöglichte Don Paolino und später seinem Sohn Stefano Bontade den Zugang zu einflussreichen Regionalpolitikern. Laut „Pentito“ Francesco Marino Mannoia stand er Bernardo Mattarella nahe, einem wichtigen christdemokratischen Politiker und Minister in verschiedenen Regierungen der 1950er und 1960er Jahre.
Francesco Paolo Bontade nutzte seine hervorragenden Verbindungen, um 1962 den Standort Elettronica Siciliana (ELSI), eine Tochtergesellschaft des großen US-Verteidigungsunternehmens Raytheon, in seinem Distrikt zu sichern. Der italienische Fabrikleiter sagte später gegenüber der Antimafia-Kommission des Parlaments aus, warum er mit dem Capomafia zusammenarbeiten musste: „Paolo Bonta ist nützlich für mich, er versorgt mich mit dem Wasser, das ich brauche, er gibt mir das Land, um die Fabrik zu erweitern, und ich bin auf ihn angewiesen, damit ich die Arbeiter der Fabrik leiten kann.“ Er hätte Bontades Macht zum ersten Mal gespürt, als während eines Treffens in der Fabrik, in der alle höchsten regionalen und lokalen Behörden anwesend waren, die Tür geöffnet wurde und ein kleiner, dicker Mann hereinkam. Alle wandten sich sofort an den Neuankömmling, um ihn zu umarmen. „In diesem Moment verstand ich, was das Wort »Mafia« bedeutete.“, erinnerte er sich später.
Nach dem Ersten Mafiakrieg 1962 bis 1963 und dem Massaker von Ciaculli, welches die ersten konzertierten Antimafia-Aktionen des Staates im Nachkriegsitalien auslöste, gehörte Bontade zu den vielen, die in Italien intern verbannt wurden, um die Mafiosi aus ihrer Heimat zu vertreiben. Um 1964 trat Don Paolino Bontade aus gesundheitlichen Gründen (Diabetes) als Familienoberhaupt seines Mafiaclans zurück. Sein Sohn Stefano Bontade trat seine Nachfolge als Oberhaupt der Mafia-Familie Santa Maria di Gesù an. Im Dezember 1968 wurde er im Prozess gegen die 114 freigesprochen. Er verstarb am 25. Februar 1974, nachdem er sechs Monate als bettlägeriger Patient in einem Krankenhaus in Messina verbracht hatte.